# Charles Tilson-Chowne
Charles Tilson-Chowne foi um ator britânico da era do cinema mudo.

## Filmografia selecionada
- The Four Just Men (1921)
- A Dear Fool (1921)
- The Loudwater Mystery (1921)
- In Full Cry (1921)
- Sinister Street (1922)